# Ischionodonta viridinigra
Ischionodonta viridinigra là một loài bọ cánh cứng trong họ Cerambycidae.